# Wayne Shorter
Wayne Shorter, né le 25 août 1933 à Newark, New Jersey (États-Unis) et mort le 2 mars 2023 à Los Angeles, est un saxophoniste (ténor et soprano) et compositeur de jazz américain.
Actif dès les années 1950, Shorter fait aujourd’hui figure de légende  dans le domaine du jazz et du jazz fusion, non seulement en tant que musicien mais aussi en tant que compositeur. En parallèle à sa carrière solo il a été un membre essentiel des Jazz Messengers, du second quintet de Miles Davis et le cofondateur de Weather Report ,,,.
De par sa spécificité, il se distingue des influences longtemps écrasantes de John Coltrane et de Miles Davis.

## Biographie

### Enfance et débuts
Wayne Shorter est né le 25 août 1933 à Newark dans le New Jersey. Encouragé par sa mère à la créativité, le jeu, les histoires et le fantastique prennent vite de l’importance dans la vie du jeune garçon et de son frère, Alan Shorter, un an plus âgé. Les deux frères partagent aussi une fascination pour le cinéma, et notamment ses bandes-son qui persuadent le jeune Wayne du potentiel émotionnel de la musique. Cette passion naissante pour le cinéma et sa musique mais aussi pour les effets sonores suivra Shorter tout au long de sa carrière, illustrant parfois ses propos par une scène ou la réplique d’un film,,. Outre le cinéma, le jeune Wayne est exposé à la musique de différentes manières. Le dimanche à l’église baptiste, il entend la chorale qui l’impressionne mais réprouve quelque peu le caractère forcé de la musique. Par les émissions radio qu’écoutent ses parents, il découvre les big bands de Count Basie à Duke Ellington en passant par Jimmie Lunceford,.
Mais Wayne est d'abord bien plus intéressé par les arts visuels que la musique. Il se met à peindre et dessiner et réalise même un comic book entier inspiré de ses lectures de science-fiction. Dans cette dynamique, il se rend au collège artistique de Newark où il obtient un diplôme en beaux-arts,,,.
La découverte du bebop à la radio et en concert change la trajectoire du jeune homme. Il découvre la musique de Charlie Parker, Monk, Dizzy Gillespie, Max Roach et manque des cours pour assister à leurs concerts. Cette scène musicale l’impressionne tellement qu’il se met à la clarinette et son frère Allan au saxophone alto. Les deux frères passent alors leur temps à jouer et à cultiver une image d’excentriques, se faisant appeler Mr. Weird et Doc. Strange et dirigeant une formation qui joue principalement de la musique de danse. Wayne commence à composer, écrivant des mambos alors à la mode. Bientôt, il passe au saxophone ténor et se fait rapidement une réputation à Newark, recevant le surnom de « Newark Flash ». Lors de jam sessions, le jeune saxophoniste impressionne déjà, comme en 1951 où il joue aux côtés de Sonny Stitt,,,,,.
À l’université, son attention se tourne également vers la musique et il y suit les cours d’harmonie et d’orchestration et obtient, en 1956, un diplôme en éducation musicale. La même année, il participe à sa première séance d’enregistrement où son jeu est alors comparé à Lester Young et Stan Getz,,.
Alors même qu’il commence à se faire une réputation et à rencontrer des musiciens de la scène new-yorkaise, il doit faire un service militaire de deux ans. À l’armée, il prend goût à l’alcool et rencontre un futur collaborateur en la personne de Cedar Walton. Lors de différentes permissions, il rencontre Lester Young au Canada, quelques semaines avant le décès de celui-ci, ou joue avec Sonny Rollins et Max Roach, ne disparaissant donc pas totalement de la scène musicale,,,.
À sa sortie de l’armée en 1958, Wayne joue brièvement dans le groupe du pianiste Horace Silver, qui lui apprend le fonctionnement de l’édition musicale et des droits d’auteurs. Il s’exerce également sur son instrument pendant de longues heures aux côtés des nombreuses nouvelles rencontres qu’il fait à New York, parmi eux Freddie Hubbard et John Coltrane avec qui il discute également de métaphysique. Il rencontre également un Autrichien qui vient d’arriver aux États-Unis et parle encore mal l’anglais : Joe Zawinul et Wayne Shorter se lient alors d’amitié, partageant le même goût de la boisson et une vision de la musique similaire. Grâce à Zawinul, Shorter est un temps engagé dans le big band de Maynard Ferguson,,,,.

### Jazz Messenger (1959-1964)
En 1959, Wayne Shorter rejoint le groupe du batteur Art Blakey, les Jazz Messengers. Le groupe incarne le hard bop, le nouveau style qui dominera le jazz au début des années 1960,. Shorter raconte qu'il apprend énormément au contact d’Art Blakey, qui lui conseille, notamment, de mieux structurer ses solos en les faisant atteindre des points culminant dont le public se souviendrait. D'un caractère timide, Shorter est souvent dans l'ombre de Lee Morgan et Bobby Timmons, plus affirmés. Au fil des ans, et sous l’insistance des membres du groupe, Wayne s’affirme plus, tant personnellement que musicalement,.
Au saxophone ténor, Shorter est alors beaucoup comparé à John Coltrane pour la véhémence de son jeu et l’intensité dans la ponctuation, mais certains lui trouvent également, déjà, un style plus personnel,,.
En tant que compositeur, il se révèle de plus en plus. Encouragé par Blakey et les autres membres du groupe, ses compositions sont régulièrement sur les albums et certaines deviennent des passages obligés de concert. Parmi elles, Children of the Night, El Toro, Tell It Like It Is, Free for All ou encore Sakeena’s Vision et Sincerely Diana ,en hommage à la femme et à la fille de Blakey,.
Les tournées mondiales des Messengers permettent à Shorter de jouer un soir avec son idole Bud Powell sur les Champs-Élysées ou de faire l’expérience de l’accueil unique des Japonais pour les stars américaines du jazz : fans passionnés qui portent des tee-shirt à son effigie, hôtels de luxe, limousines et un public qui chante les thèmes pendant les concerts. En juillet 1961, Shorter épouse Irene Nakagami, une Japonaise née aux États-Unis,.
Pendant ses années avec les Jazz Messengers, Shorter développe également sa carrière solo et enregistre l’album Introducing Wayne Shorter pour le label Vee-Jay où n’apparaissent quasiment que ses propres compositions. Il participe également à des sessions d’autres musiciens comme sur l’album Free Form du trompettiste Donald Byrd où il rencontre un jeune pianiste nommé Herbie Hancock : c’est le début d’une longue amitié entre les deux musiciens. En 1964, après trois albums pour Vee-Jay, Shorter signe avec le label Blue Note,,,.

### Second Quintet de Miles (1964-1969)
En 1959, alors que Coltrane s’apprête à quitter le quintet de Miles Davis, celui-ci désigne Shorter comme un potentiel successeur. Davis développe un intérêt pour Shorter en observant sa croissance au sein des Messengers et commence à courtiser le saxophoniste pour qu’il rejoigne son groupe. En effet, celui-ci peine à trouver un saxophoniste fixe, Hank Mobley, George Coleman et Sam Rivers se succèdent pendant de courtes périodes. Après plusieurs appels du trompettiste et poussé par un désir de changement, Shorter rejoint finalement le groupe de Davis en 1964. Muni d’un ticket de première classe envoyé par le trompettiste, Shorter rallie la formation au Hollywood Bowl pour un premier concert,,.

« Et tout de suite, la musique a pris. […] Avoir Wayne me comblait, parce que je savais qu'avec lui on allait faire de la grande musique. C'est ce qui est arrivé, très vite. »

— Miles Davis.
Le quintet est alors composé de Herbie Hancock, Ron Carter, Tony Williams et Miles Davis et arrive vite à une cohésion unique. Il devient rapidement clair à Shorter que Davis l’a autant engagé en tant que saxophoniste qu'en tant que compositeur. Dès le premier album de la formation, E.S.P., des compositions de Shorter sont utilisées. Le quintet expérimente de plus en plus au fil des ans et développe un nouveau son dans le jazz ainsi qu’une nouvelle approche de l’improvisation. Un accent plus fort est mis sur l’utilisation de l’espace dans la musique ainsi que l’interaction entre les membres. En conséquence, Wayne développe alors un style plus personnel au saxophone. Il devient elliptique et développe un sens dramatique des dynamiques,,,.
Selon l’aveu même de Davis, Shorter devient l'homme à idées, celui qui amène de nouveaux concepts. Il devient également le compositeur principal du groupe, amenant des compositions terminées avec les parties de chaque musicien écrites. Les plus célèbres morceaux de Shorter sont écrits pendant les années avec le quintet : Footprints, Orbits, Nefertiti, Sanctuary deviennent les pièces maîtresses de la formation,,,.
Dans le quintet, Shorter se démarque par une attitude plus solitaire en tournée, préférant rester regarder des films dans sa chambre d’hôtel au lieu de participer aux virées fêtardes de ses collègues. En 1966, il se sépare de sa femme Irene Iruko et perd son père dans un accident de la route, ce qui accentue son alcoolisme. Il boit avant et après les concerts et cela irrite, notamment, le batteur Tony Williams qui s’arrête de jouer pendant les solos de Wayne en protestation,,.
À la fin des années 1960, Davis veut changer son groupe et réactualiser sa musique et passant à un jazz électrique. En conséquence, les membres du quintet sont remplacés petit à petit mais Wayne reste plus longtemps, participant aux classiques In a Silent Way et Bitches Brew qui ouvrent l'ère jazz fusion. À cette époque, il adopte aussi le saxophone soprano, peut-être pour être mieux entendu au milieu des instruments amplifiés. Le soprano viendra avec le temps définir la personnalité musicale de Shorter au moins autant que le ténor,,.
En 1967, Wayne épouse Ana Maria Patricio, une Portugaise avec qui il a une fille nommé Iska. Lors d’une vaccination, quelques mois plus tard, l’enfant est victime de crises, probablement dues au vaccin, qui laissent le cerveau sans oxygène, causant des dommages irréversibles qui laissent la victime handicapée mentalement.
Tout comme à l’époque des Messengers, Shorter continue de faire évoluer sa carrière solo pendant ses années avec Miles Davis. Il sort chez Blue Note une série d’albums très appréciés qui naviguent entre hard bop, modal Coltranien, free jazz et fusion. Wayne est également un sideman très demandé pour les enregistrements et il participe à de nombreux albums pour des musiciens comme Grachan Moncur III, Lee Morgan, Lou Donaldson, McCoy Tyner ou Freddie Hubbard,,,.

### Weather Report(1970-1985)
En 1970, Shorter décide avec son ami Joe Zawinul et le bassiste Miroslav Vitouš de créer un groupe qui aurait une énergie proche du rock avec l’utilisation d’instruments électriques et de synthétiseurs pour Zawinul, tout en restant dans le jazz par une approche d’improvisation. Le groupe est nommé Weather Report et dure 15 années, rencontrant un grand succès international tant critique que public. Le son du groupe change constamment au fil des ans ; d’abord très expérimentale et libre, la musique sera de plus en plus arrangée et aura plus d’insistance sur le groove. La musique de Weather Report s’enrichit également des musiques folkloriques du monde entier, c’est le début de la world music. Zawinul prend petit à petit les rênes du groupe, reléguant Shorter au second plan aux yeux de certains critiques et fans qui estiment que le saxophoniste est sous-exploité,,,,. À partir de 1976, le bassiste Jaco Pastorius se distingue au sein de Weather Report et y gagne sa stature internationale.
Shorter est pourtant satisfait de sa situation et de la musique du groupe, surtout pendant ses premières années où selon lui le groupe obtient un succès international sans compromettre sa vision artistique. Au sein de Weather Report le rôle de Shorter est différent, le soprano étant maintenant devenu le premier choix. Shorter ponctue la musique et lui ajoute de la texture ; se soustrayant à la notion de soliste, il n’oublie pourtant pas cette facette en concert, notamment lors de l’habituel duo claviers-saxophone avec Zawinul. Composant de moins en moins et quelque peu désillusionné par la situation du groupe, Shorter quitte finalement la formation en 1985,,.
Pendant ses années avec Weather Report, Shorter multiplie les projets en parallèle. Il n’enregistre cependant qu’un seul nouvel album sous son nom. Native Dancer rencontre un bon succès pour son style unique de fusion fortement teinté de musique brésilienne avec, notamment, la présence du chanteur Milton Nascimento,,.
Sous l’impulsion de Herbie Hancock, le second quintet de Miles se reforme sans le trompettiste, remplacé par Freddie Hubbard. Le groupe est appelé V.S.O.P. pour Very Special Onetime Performance, mais également car c’est le nom d’un cognac apprécié par Shorter et Hancock. Au départ, le groupe ne devait jouer qu’un seul concert au festival de Newport, mais à la suite du succès de celui-ci, une tournée européenne est organisée. L’aventure continue encore quelques années au vu du plaisir que prennent les anciens musiciens de Miles à jouer ensemble,.
Toujours avec son ami Hancock, Shorter participe également à plusieurs projets de Joni Mitchell avec également Jaco Pastorius, un collègue de Weather Report. Il part également en tournée avec le guitariste Carlos Santana et fait des apparitions remarquées sur des albums d’artistes très divers comme Steely Dan ou Airto Moreira,,,.
Sous l’impulsion de Hancock, le saxophoniste et sa femme étudient également activement le bouddhisme, plus particulièrement la voie du bouddhisme de Nichiren. Selon lui, cette pratique devait l’aider à surmonter le décès de sa fille Iska en 1983 à la suite d'une ultime crise,,.

### Collaborations et formations éphémères (1985-2000)
Après son départ de Weather Report, Shorter entame une période difficile de sa carrière. Il enregistre plusieurs albums comme Phantom Navigator, Joy Ryder ou High Life, qui rencontrent moins de succès et sont parfois critiqués pour leur orchestrations trop denses et complexes, ou tout simplement le manque d’inspiration des compositions. Il peine également à assembler un groupe stable, les musiciens vont et viennent et la qualité de la musique en fait parfois les frais,,.
Il continue les collaborations mais se fait généralement plus discret en tête d’affiche, n’enregistrant rien sous son nom durant sept ans. Son fidèle ami Herbie Hancock le sollicite pour plusieurs albums, il participe une nouvelle fois à une tournée de Santana et continue son travail de musicien de session pour les Rolling Stones, Don Henley ou Salif Keita,,.
En 1991, il est parmi les musiciens qui participent au concert de Miles Davis à Paris réunissant de nombreux anciens collaborateurs du trompettiste qui décède quelques semaines plus tard. S’ensuivent des tournées hommages à Davis avec Wallace Roney et V.S.O.P,,,.
Il sort ensuite l’album High Life où il collabore avec Marcus Miller et Rachel Z pour une musique très dense et orchestrale qui remporte un Grammy, mais engendre une tournée difficile[C'est-à-dire ?],,.
Durant l’été 1996, Shorter est en tournée en Europe et se trouve à Rome où sa femme Ana Maria et sa nièce doivent le rejoindre. Malheureusement, l’avion du vol TWA 800, à bord duquel elles sont, s’écrase dans l’océan atlantique peu après son décollage de New York, ne laissant aucun survivant. Herbie Hancock soutient alors son ami durant cette épreuve. Les deux amis enregistrent un album en duo, intitulé 1+1, enregistré dans le salon de Hancock en une semaine, à raison de sessions de 6 heures par jour,,,.

### Le Wayne Shorter Quartet (2000-2023)
Au tournant du millénaire, des changements interviennent. Shorter se marie avec Carolina de Santos, une amie de longue date, et déménage à Miami en Floride. Il assemble alors un quartet de jeunes musiciens composé de Brian Blade à la batterie, John Patitucci à la basse et Danilo Pérez au piano,,. L’entente musicale du quartet est immédiate et celui-ci commence une série de tournées internationales marquées par plusieurs albums studio et live. Footprints Live! (en) sort en 2002 et documente l’interaction et l’osmose exceptionnelle des quatre musiciens en concert[réf. nécessaire].
En 2003, paraît Alegría, un album studio avec le quartet mais aussi un orchestre de cordes et de nombreux autres musiciens. Shorter écrit les arrangements et des relectures de Villa-Lobos et Leroy Anderson en plus de ses propres compositions.
En 2005 sort Beyond the Sound Barrier (en), un album studio uniquement avec le quartet,,,. La même année, Stéphane Carini consacre à Wayne Shorter le seul ouvrage d'analyse de l'œuvre de celui que DownBeat et le New York Times considèrent comme « le plus grand compositeur de jazz vivant » (Les Singularités flottantes de Wayne Shorter, Editions Rouge Profond, coll. Birdland).
En 2013, à 80 ans et après 43 ans d’absence sur le label, le saxophoniste signe un nouveau contrat avec Blue Note et sort l’album Without a Net, qui présente des performances en concert de l’année 2011,,.
Emanon (en), triple album paru en 2018 chez Blue Note, regroupe des performances du quartet en concert et en studio. L'album est accompagné d'un roman graphique de 74 pages, écrit par Shorter et Monica Sly et illustré par Randy DuBurke (en), qui travaille chez DC Comics.

### Autres projets
En 2013, sur l'invitation de l'Orchestre philharmonique de Los Angeles, Wayne Shorter écrit Gaia, une suite pour orchestre et quartet de jazz de plus de 20 minutes composé pour la voix d'Esperanza Spalding, qui a écrit le livret,.
Il collabore une nouvelle fois avec Esperanza Spalding sur Iphigenia, un opéra basé sur Iphigénie en Tauride d'Euripide, dont il écrit la musique, réalisant ainsi un vieux rêve. Spalding en écrit le livret et interprète le personnage principal. Entouré de ses collaborateurs, Shorter, qui est alors gravement malade, impulse une démarche collaborative et d'expérimentation collective,. La première a lieu le 12 novembre 2021 à Boston.

### Mort
Wayne Shorter meurt le 2 mars 2023 à Los Angeles, à l'âge de 89 ans.

## Style
Toute la musique de Wayne Shorter, qu'elle soit écrite ou improvisée, est guidée par les quelques mots que Shorter utilise pour définir le jazz lui-même : « je te mets au défi »,.
Son jeu est empreint de lyrisme.
Dans son ouvrage Les Singularités Flottantes de Wayne Shorter (2005), Stéphane Carini souligne l'originalité de la démarche de Wayne Shorter, et la desserre de l'influence de Coltrane ou de Miles Davis à laquelle on a souvent ramené sa musique. Pour ce faire, il utilise la notion de « ré-agencement ». En effet, Wayne Shorter ne se situe pas dans une optique de transgression comme Coltrane ; en revanche, il ne cesse de ré-articuler les règles du récit musical : les formes doivent être adaptées à ce que souhaite exprimer le musicien et non l'inverse. Dès lors, on peut identifier chez Shorter deux « révolutions insoupçonnées » :
- la première porte sur les structures du récit musical, qui peut être très construit (préambules, modulations d'intensité, notes d'appoggiature, etc., comme dans Witch Hunt, 1964) ou, à l'inverse, distendu, souvent caractérisé par une circularité qui séduira énormément Miles Davis (Masqualero, Nefertiti, etc.). Les structures conventionnelles de type AABA sont totalement délaissées[25].
- la seconde révolution porte sur la mélodie et la place de l'improvisation qui en découle : mélodies mouvantes, recomposées à quelques années de distance (Moto Grosso Feio/Ana Maria ; Juju/More Than Human, etc.)[C'est-à-dire ?], parsemées dans l'espace avec une part d'improvisation qui, selon les cas, sera réduite au minimum (Palladium, Weather Report, 1976) ou à l'inverse majeure dans la construction d'une trame collective qui fera dire à Joe Zawinul : « We ever solo, we never solo ! »[C'est-à-dire ?]. Dindi (Super Nova, 1969) reste un exemple impressionnant, entre de nombreux autres, de cette musique en perpétuelle expansion[précision nécessaire]. Ce sont ces conceptions qui, en bonne part, caractérisent la musique si aventureuse créée par le quartet du saxophoniste à compter de 2001[25].

Ces analyses font désormais partie des "outils" utilisés pour évoquer l'apport shorterien, ainsi qu'en attestent divers travaux universitaires plus récents (cf. bibliographie, le mémoire d'Amina Mezaache qui s'appuie largement sur le concept précité de ré-agencement). 

### Le compositeur
Tout au long de sa carrière, Shorter est le compositeur principal des groupes où il est engagé, des Jazz Messengers d'Art Blakey au quintet de Miles Davis. Ses compositions ouvrent les possibilités harmoniques du jazz, et servent de tremplin à l'improvisation.

### L'harmonie
Wayne Shorter n'utilise pas l'harmonie de façon « verticale et fonctionnelle, mais plutôt de façon horizontale, en créant des conduites de voix dans la succession des accords ». Il joue sur les notes communes ou les mouvements chromatiques ou diatoniques entre les accords. Il se sert de l'harmonie pour colorer la mélodie, qui souligne souvent les extensions des accords.
Il utilise fréquemment des accords inhabituels, comme l'accord majeur avec une quinte augmentée. On trouve souvent des mouvements par demi-tons entre deux accords (Ebm-EM7 dans Deluge ; A7b5-Bbm7 dans Speak No Evil ou encore Cm7-Db7 dans Iris) ou par tierce (Bbm7-Gb7 dans Armageddon).
Pour autant, Wayne Shorter s'inscrit dans la tradition du jazz, et une partie de son langage musical est issu du bebop. On trouve ainsi chez lui des suites d'accords habituelles en jazz, mais auxquelles il donne une couleur différente. Par exemple, les progressions d'accords I-bII (Tonique-seconde bémol) que l'on trouve dans Deluge ou Speak No Evil ressemblent à celles que l'on entend dans Well, You Needn't de Thelonious Monk ou Night in Tunisia de Dizzy Gillespie ; à la seule différence que les accords bII de Shorter sont majeurs, alors que ceux du bebop sont des accords de dominante (suivant la logique de substitution tritonique),. De la même façon, on trouve dans l'introduction de Black Nile un enchaînement Fm7-BbM7 qui évoque début d'un II-V-I, mais dans une approche classique de l'harmonie du jazz, on trouverait un accord de dominante (Bb7) à la place d'un accord majeur (BbM7).

### Évolution de son style
À ses débuts, Shorter fait partie des nombreux saxophonistes sous l'influence de John Coltrane. Très vite toutefois, sa personnalité se fait jour : dans Footprints - The Life and Work of Wayne Shorter, Michelle Mercer rapporte, entre autres témoignages, l'appréciation éminente de Sonny Rollins qui souligne : « Wayne never struck me as an imitator. He liked Trane and maybe me a little, but Wayne was an innovative guy himself » (p. 71). Si l'originalité des conceptions de Shorter éclatera au sein du quintet de Miles Davis - il compose alors pas moins de la moitié du répertoire enregistré en studio ! - elle s'est en réalité affirmée antérieurement, dans le cadre d'albums-chefs-d'œuvre gravés pour Blue Note : Juju, Speak No Evil, The All Seing Eye.
Il change d'approche et de style dans les années 1970 et 1980 quand il cofonde le groupe de jazz fusion Weather Report, jouant avec les frontières de la musique électronique et latine. À cette époque, il a déjà délaissé la structure habituelle en jazz thème-solo-thème, pour des structures plus organiques et collectives, notables par la grande précision de la mise en place rythmique.
Il développe pendant les vingt dernières de sa carrière un travail collaboratif avec son quartet, composé de Danilo Pérez au piano, John Patitucci à la basse et Brian Blade à la batterie. À partir des compositions de Shorter, les musiciens se livrent à des improvisations collectives, partageant dans la joie la direction du groupe, chacun entrainant les autres sans les dominer, selon les mots de Shorter. Dans ce cadre, Shorter joue rarement de solo conventionnel. Selon le critique Blumenfeld, « la musique se concentre sur le mouvement, la dynamique et l'état d'esprit, sans se soucier du style ou de principes, exprimant avant tout un fort flux narratif ».

## Standards
On doit à Wayne Shorter une trentaine de standards :
- Ana Maria
- Armageddon
- Beauty and the Beast
- Black Nile
- The Big Push
- Children Of The Night
- Dance Cadaverous
- Delores
- De Pois Do Amor O Vazio
- Deluge
- El Gaucho
- E.S.P.
- Fall
- Fee-Fi-Fo-Fum
- 502 Blues
- Footprints
- House of Jade
- Iris
- Ju-Ju
- Mahjong
- Miyako
- Mr Jin
- Mysterious Traveler
- Nefertiti
- Night Dreamer
- Orbits
- Pinocchio
- Prince of Darkness
- Speak no Evil
- Virgo
- Wild Flower
- Witch Hunt
- Yes or No

## Discographie

### Comme leader
- 1959 : Introducing Wayne Shorter (en) (Vee-Jay)
- 1960 : Second Genesis (en) (Vee-Jay)
- 1962 : Wayning Moments (en) (Vee-Jay)
- 1964 : Night Dreamer (en) (Blue Note) En quintet avec Lee Morgan (trompette), McCoy Tyner (piano), Reggie Workman (basse) et Elvin Jones (batterie).
- 1964 : Juju (Blue Note) En quartet avec McCoy Tyner (piano), Reggie Workman (basse) et Elvin Jones (batterie).
- 1965 : Speak No Evil (Blue Note) En quintet avec Freddie Hubbard (trompette), Herbie Hancock (piano), Ron Carter (basse) et Elvin Jones (batterie).
- 1965 : The Soothsayer (Blue Note)
- 1965 : The Collector (Blue Note)
- 1965 : Et Cetera (en) (Blue Note)
- 1965 : The All Seeing Eye (en) (Blue Note)
- 1966 : Adam's Apple (Blue Note) En quartet avec Herbie Hancock (piano), Reggie Workman (basse) et Joe Chambers (batterie).
- 1967 : Schizophrenia (en) (Blue Note)
- 1969 : Super Nova (en) (Blue Note)
- 1970 : Moto Grosso Feio (en) (Blue Note)
- 1970 : Odyssey of Iska (en) (Blue Note)
- 1974 : Native Dancer (en) (Columbia)
- 1985 : Atlantis (en) (Columbia)
- 1986 : Phantom Navigator (en) (Columbia)
- 1988 : Joy Ryder (en) (Image Entertainment)
- 1994 : High Life (en) (Verve Records)
- 2002 : Footprints Live! (en) (Verve Records) En quartet avec Danilo Pérez (piano), John Patitucci (basse) et Brian Blade (batterie).
- 2003 : Alegría (Verve Records)
- 2005 : Beyond the Sound Barrier (en) (Verve Records)
- 2013 : Without a Net (Blue Note)
- 2018 : Emanon (en) (Blue Note)
- 2022 : Live at the Detroit Jazz Festival (en), Wayne Shorter, Terri Lyne Carrington, Leo Genovese, Esperanza Spalding (Candid)

### AvecArt Blakey& theJazz Messengers
- 1959 : Africaine (Blue Note)
- 1960 : Like Someone in Love (Blue Note)
- 1960 : Meet You at the Jazz Corner of the World (Blue Note)
- 1960 : Roots & Herbs (Blue Note)
- 1960 : The Big Beat (Blue Note)
- 1960 : A Night in Tunisia (Blue Note)
- 1961 : A Day With Art Blakey (Blue Note)
- 1961 : Impulse!!! Art Blakey!!! Jazz Messengers!!! (Blue Note)
- 1961 : Buhaina's Delight (Blue Note)
- 1961 : Mosaic (Blue Note)
- 1961 : The Freedom Rider (Blue Note)
- 1961 : The Witch Doctor (Blue Note)
- 1961 : Tokyo 1961 (Blue Note)
- 1962 : Caravan (Blue Note)
- 1962 : Three Blind Mice, Volume 1 (Blue Note)
- 1962 : Three Blind Mice, Volume 2 (Blue Note)
- 1963 : Ugetsu (Blue Note)
- 1964 : Free for All (Blue Note)
- 1964 : Indestructible (Blue Note)

### Avec d'autres artistes Blue Note

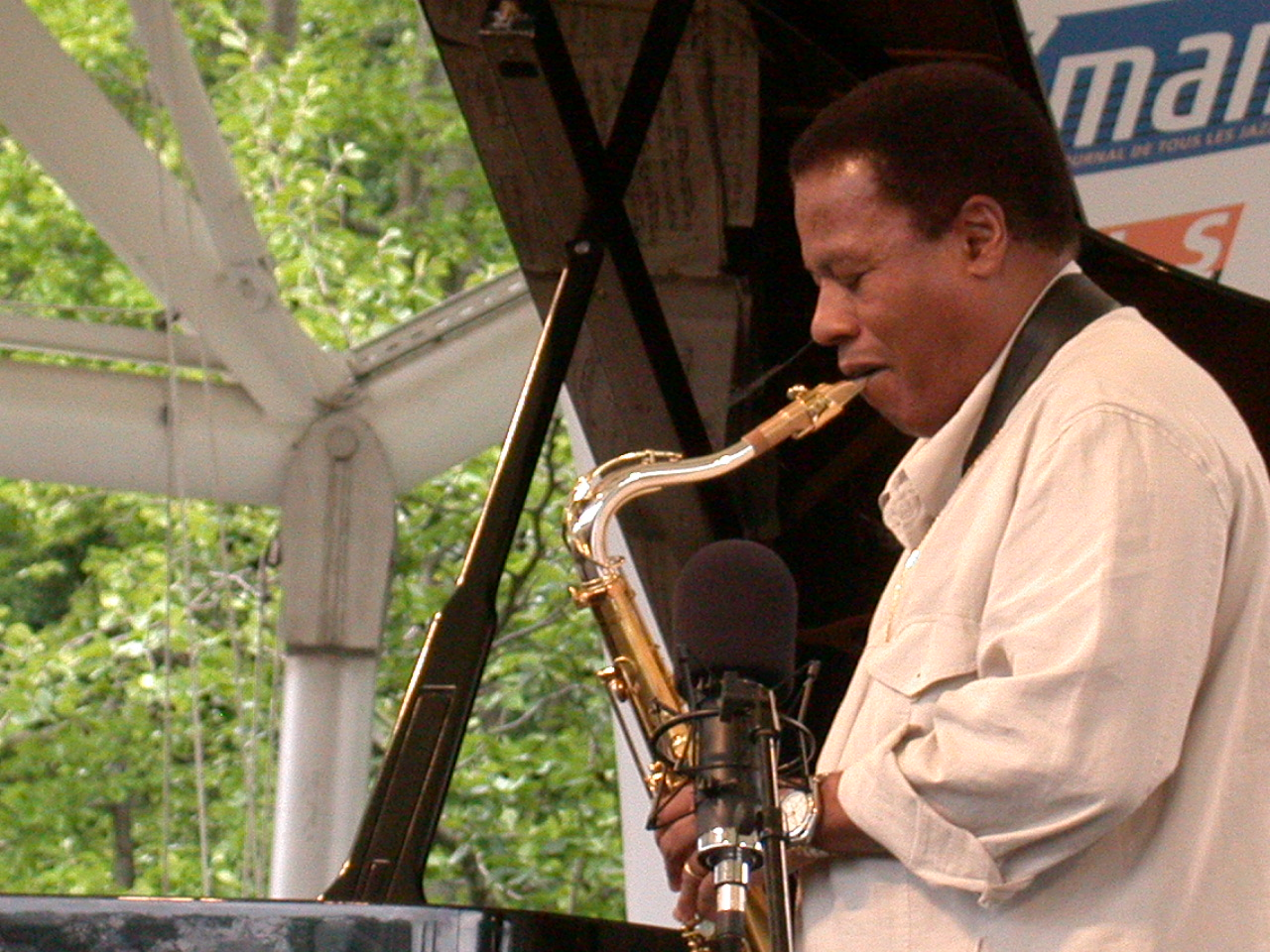
Wayne Shorter en concert au Paris Jazz Festival en 2003.

- 1961 : Donald Byrd, Free Form (en)
- 1962 : Freddie Hubbard, Here to Stay
- 1962 : Freddie Hubbard, Ready for Freddie
- 1963 : Freddie Hubbard, The Body and the Soul
- 1964 : Lee Morgan, Search for the New Land
- 1964 : Grachan Moncur III, Some Other Stuff
- 1965 : Lee Morgan, The Gigolo
- 1965 : Tony Williams, Spring
- 1966 : Lee Morgan, Delightfulee
- 1967 : Lee Morgan, Standards
- 1967 : Lou Donaldson, Sweet Slumber
- 1967 : Lee Morgan, The Procrastinator
- 1968 : McCoy Tyner, Expansions
- 1970 : McCoy Tyner, Extensions

### AvecMiles Davis
- 1964 : Miles in Berlin (Columbia)
- 1965 : E.S.P. (Columbia)
- 1965 : The Complete Live at the Plugged Nickel 1965 (Legacy, sorti en 1995)
- 1966 : Miles Smiles (Columbia)
- 1967 : Sorcerer (Columbia)
- 1967 : Nefertiti (Columbia)
- 1967-1968 : Water Babies (Columbia, sorti en 1976)
- 1968 : Miles in the Sky (Columbia)
- 1968 : Filles de Kilimanjaro (Columbia)
- 1969 : In a Silent Way (Columbia)
- 1969 : 1969 Miles, Festiva de Juan Pins (Sony)
- 1969 : Bitches Brew (Columbia)
- 1970 : Live at the Fillmore East, March 7, 1970: It's About That Time (en) (Columbia)

### AvecWeather Report
- 1971 : Weather Report (Columbia)
- 1972 : I Sing the Body Electric (Columbia)
- 1972 : Live in Tokyo (Columbia)
- 1973 : Sweetnighter (Columbia)
- 1974 : Mysterious Traveller (Columbia)
- 1975 : Tale Spinnin' (Columbia)
- 1976 : Black Market (Columbia)
- 1977 : Heavy Weather (Columbia)
- 1978 : Mr. Gone (Columbia)
- 1979 : 8:30 (Columbia)
- 1980 : Night Passage (Columbia)
- 1982 : Weather Report (Columbia)
- 1983 : Procession (Columbia)
- 1984 : Domino Theory (Columbia)
- 1985 : Sportin' Life (Columbia)
- 1986 : This Is This! (Columbia)
- 2002 : Live & Unreleased (Columbia)

### AvecHerbie Hancock
- 1975 : Man-Child (Columbia)
- 1977 : VSOP: The Quintet (Columbia)
- 1979 : V.S.O.P. Live Under the Sky (Columbia)
- 1994 : A Tribute to Miles (Qwest/Reprise)
- 1997 : 1 + 1 (Verve)
- 1998 : Gershwin's World (Verve)
- 2001 : Future 2 Future (Columbia)

### AvecJoni Mitchell
- 1977 : Don Juan's Reckless Daughter (Asylum Records)
- 1978 : Mingus (Asylum Records)
- 1982 : Wild Things Run Fast (Geffen Records)
- 1985 : Dog Eat Dog (Geffen Records)
- 1988 : Chalk Mark in a Rain Storm (Geffen Records, enregistré en 1981)
- 1990 : Night Ride Home (Geffen Records)
- 1994 : Turbulent Indigo (Reprise Records)
- 1998 : Taming the Tiger (Reprise Records)
- 2000 : Both Sides Now (Reprise Records)
- 2002 : Travelogue (Nonesuch Records)

### Avec d'autres artistes
- 1966 : Bobby Timmons, The Soul Man (Prestige)
- 1976 : Jaco Pastorius, Jaco Pastorius, saxophone soprano sur Opus Pocus (Epic/Legacy)
- 1977 : Steely Dan, Aja (ABC)
- 1980 : Carlos Santana, The Swing of Delight (Columbia)
- 1982 : Jaco Pastorius, World of Mouth (Warner Bros.)
- 1986 : Michel Petrucciani, Jim Hall, Power of Three (Blue Note)
- 1989 : Don Henley, The End of the Innocence (Geffen/Warner Bros.)
- 1996 : John Scofield, Quiet (Verve)
- 1997 : The Rolling Stones, Bridges to Babylon, saxophone soprano sur How Can I Stop (Virgin)
- 2000 : Santana, Supernatural Live (DVD, Arista Records)
- 2014 : Santana, Corazón, saxophone ténor sur une chanson (RCA/Sony)
- 2021 : Esperanza Spalding, Songwrights Apothecary Lab (Concord Records)

## Prix et distinctions
- 1980 : Grammy Award de la meilleure interprétation de jazz fusion pour 8:30, avec Weather Report
- 1987 : Grammy Award for Best Instrumental Composition pour Call Sheet Blues avec Dexter Gordon
- 1994 : Grammy Award du meilleur album de jazz instrumental pour A Tribute to Miles
- 1996 : Prix Miles-Davis par le Festival international de jazz de Montréal
- 1997 : Grammy Award du meilleur album de jazz contemporain pour Aung San Suu Kyi (album 1 + 1)
- 1998 : NEA Jazz Masters Fellowship
- 1999 : docteur honoraire en musique Berklee College of Music
- 1999 : Grammy Award du meilleur solo de jazz improvisé pour In Walked Wayne
- 2003 : Grammy Award for Best Instrumental Composition pour Sacajawea (album Alegría)
- 2003 : Grammy Award du meilleur album de jazz instrumental pour Alegría
- 2005 : Grammy Award du meilleur album de jazz instrumental pour Beyond The Sound Barrier
- 2006 : Jazz Award catégorie Small Ensemble Group of the Year pour le Wayne Shorter Quartet, decerné par la Jazz Journalists Association
- 2014 : Grammy Award du meilleur solo de jazz improvisé pour Orbits[33] (album Without a Net)
- 2017 : Prix Polar Music[34]

### Coécrit par Wayne Shorter
- Herbie Hancock, Daisaku Ikeda et Wayne Shorter (trad. de l'anglais), Jazz, bouddhisme et joie de vivre [« Reaching Beyond: Improvisations on Jazz, Buddhism, and a Joyful Life »], Éditions ACEP, 2019.

### Sur Wayne Shorter
- Michelle Mercer, Footprints, The Life and Work of Wayne Shorter, Penguin Books Ltd, 2007, 323 p.
- François-René Simon, « Wayne Shorter », dans Philippe Carles, André Clergeat, Jean-Louis Comolli (dir.), Dictionnaire du jazz, Paris, Robert Laffont, coll. « Bouquins », 1994, 1 390 (ISBN 2-221-07822-5), p. 1085-1086.
- Stéphane Carini, Les Singularités flottantes de Wayne Shorter, Rouge Profond, coll. « Birdland », septembre 2004, 128 p. (ISBN 978-2-915083-15-6, présentation en ligne).
- Stéphane Carini, "Les révolutions insoupçonnées de Wayne Shorter", Les Cahiers du Jazz (Paris), nouvelle série, n°2 ("dossier Wayne Shorter"), avril 2005, pp. 24-35 ;
- (en) Steven Strunk, « Notes on Harmony in Wayne Shorter's Compositions, 1964–67 », Journal of Music Theory, Université Yale, vol. 49, no 2,‎ automne 2005, p. 301-332 (DOI 10.1215/00222909-010, lire en ligne, consulté le 2 avril 2024).
- Amina Mezaache, La Musique de Wayne Shorter dans le second quintet de Miles Davis : Une Poétique d'ouverture (mémoire de Master 1), Université Paris-VIII-Vincennes-Saint-Denis, 2006-2007, 97 p. (lire en ligne).
- (en) Garrett Michaelsen, « Chord-Scale Networks on the Music and Improvisations of Wayne Shorter », The Journal of the Music Theory Society of the Mid-Atlantic, University of Tennessee Press, vol. 8, no 1,‎ 2018 (DOI 10.17613/k9ke-wy07, lire en ligne).
- (en) Max Reynolds, Functional and Non-Functional Harmonic Devices in the Music of Wayne Shorter From the 1960's : Analysis and Application (thèse de musicologie), Université d'État de Portland, 2023, 29 p. (DOI 10.15760/honors.1424, lire en ligne).